# Mount Van Buren
Mount Van Buren är ett berg i Antarktis. Det ligger i Västantarktis. Argentina, Chile och Storbritannien gör anspråk på området. Toppen på Mount Van Buren är 2 152 meter över havet.
Terrängen runt Mount Van Buren är varierad. Trakten är obefolkad. Det finns inga samhällen i närheten.